# Finn labdarúgó-bajnokság (másodosztály)
Az Ykkönen a finn labdarúgás második legmagasabb osztálya. A bajnokságot 1995-ben alapították, ezzel a mai harmadosztály, a Kakkonen helyébe lépett, amely addig a másodosztály szerepét töltötte be.

## Jelenlegi résztvevők
Jelenleg a másodosztályt 14 csapat alkotja. Zárójelben a klubok székhelye található.
- FC Espoo (Espoo)
- FC Hämeenlinna (Hämeenlinna)
- FC Viikingit (Helsinki)
- JIPPO (Joensuu)
- Klubi-04 (Helsinki)
- FC KooTeePee (Kotka)
- KPV (Kokkola)
- MP (Mikkeli)
- OPS-jp (Oulu)
- PK-35 (Vantaa)
- PS Kemi Kings (Kemi)
- PoPa (Pori)
- RoPS (Rovaniemi)
- TPV (Tampere)

## Korábbi ismertebb játékosok
| - Dritan Stafsula - Feras Abid - Luiz Antonio - Rafinha - Denis Mikanba - Marc Ndikumade - Saša Kolić - Noam Surrier - Dawda Bah - Giorgi Nikuradze - Abeiku Adams - Manga Ekongollo - Kerényi Norbert - Márkus Tibor - Mihaly Szerovay |  | - Ramon Bailey - Ilja Fomitsev - Aleksandr Roslovs - Toni Banduliev - Edgar Lugo - Babatunde Wusu - Ojembe Olatuga - Michael Ozor - Dayo Oyetuga - Krzysztof Klosinski - Dragan Pejić - Andraš Strapak - Unisa Bangura - Alimamy Jalloh - Hassan Sesay |  | - Chad Botha - Dmitrij Brovkin - Jon Burklo - Colin Burns - Dejan Godar - Chileshe Chibwe - Stephen Kunda - Chanda Mwaba - Nchimunya Mweetwa - Zeddy Saileti |

## Külső hivatkozások
- RSSSF - tabellák 1930 óta